# Dąbrowica (stacja kolejowa)
Dąbrowica – zamknięta w 2004 i zlikwidowana w 2007 kolejowa stacja towarowa w Dąbrowicy, w gminie Poświętne, w powiecie wołomińskim, w województwie mazowieckim. Została oddana do użytku w 1970 roku przez Polskie Koleje Państwowe.